# Parada (Vila do Conde)
Parada ist ein Ort und eine ehemalige Gemeinde (Freguesia) im Nordwesten Portugals.

## Geschichte
Als Santo André de Parada gehörte die Gemeinde im Mittelalter zum Kloster Mosteiro de São Simão da Junqueira, das im 11. Jahrhundert gegründet wurde.
Die Gemeinde Parada gehörte zum Kreis Póvoa de Varzim, bis sie im Zuge der zahlreichen Verwaltungsreformen nach der Liberalen Revolution 1820 und dem folgenden Miguelistenkrieg (1832–1834) im Jahr 1853 dem Kreis Vila do Conde angegliedert wurde.
Mit der Gemeindereform 2013 wurde die eigenständige Gemeinde Parada aufgelöst und mit drei anderen zur neuen Gemeinde Bagunte, Ferreiró, Outeiro Maior e Parada zusammengeschlossen.

## Verwaltung
Parada war Sitz einer eigenständigen Gemeinde (Freguesia) im Kreis (Concelho) von Vila do Conde im Distrikt Porto. Sie hatte eine Fläche von 3 km² und 304 Einwohner (Stand 30. Juni 2011).
Im Zuge der Gebietsreform zum 29. September 2013 wurden die Gemeinden Parada, Bagunte, Ferreiró und Outeiro Maior zur neuen Gemeinde União das Freguesias de Bagunte, Ferreiró, Outeiro Maior e Parada zusammengeschlossen. Bagunte wurde Sitz dieser neu gebildeten Gemeinde, die bisherigen Gemeindeverwaltungen von Parada und den beiden anderen blieben als Gemeinde-Bürgerbüros erhalten.